# Patrick Brontë
Patrick Brontë (ursprünglich Brunty) (* 17. März 1777 in Drumballyroney, Irland; † 7. Juni 1861 in Haworth, Yorkshire) war ein irischstämmiger Geistlicher und Autor. Er ist der Vater der englischen Schriftstellerinnen Charlotte Brontë, Emily Brontë und Anne Brontë und ihres Bruders, des Malers und Dichters Branwell Brontë.

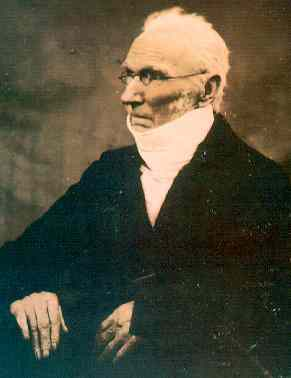
Patrick Brontë, 1860

## Kindheit und Jugend
Patrick Brunty wurde als erstes Kind von Hugh und Elinor Brunty in Drumballyroney, etwa 40 Kilometer südlich von Belfast, geboren. Die Familie gehörte der protestantischen Glaubensrichtung in Ulster an. Als Kind besuchte er die Dorfschule und wurde außerdem vom Dorfpfarrer, Thomas Tighe, einem Cambridge-Absolventen, in Latein und Altgriechisch unterrichtet.

## Studium
Im Jahr 1802 trat Brunty ein Studium am St. John’s College in Cambridge an. Zu dieser Zeit änderte er die Schreibweise seines Namens von Brunty in Brontë aus Verehrung für Admiral Nelson, der vom sizilianischen König Ferdinand 1799 symbolisch zum Herzog von Bronte ernannt worden war.
Patrick Brontë erhielt ein Stipendium und besserte seinen Lebensunterhalt als Nachhilfelehrer und durch Preise für besondere akademische Leistungen auf.
Im Jahr 1806 schloss er das Studium ab und trat im August desselben Jahres eine Tätigkeit als Vikar in Wethersfield in Essex für ein Gehalt von 60 Pfund im Jahr an.
Es folgten befristete Anstellungen als Hilfspfarrer in Wellington und Dewsbury, bis Brontë im März 1811 auf Dauer das Vikariat in Hartshead-cum-Clifton übernahm.
Während seiner Tätigkeit dort nahm er im benachbarten Woodhouse-Grove-College Prüfungen in den antiken Fächern ab.
Hier lernte Brontë im Sommer 1812 Maria Branwell aus Cornwall, seine künftige Ehefrau, kennen.

## Familiengründung
Maria Branwell stammte aus einer wohlsituierten Kaufmannsfamilie in Cornwall. Als Brontë im Sommer 1812 um ihre Hand anhielt, war Maria 29 Jahre alt und durch den Tod ihrer Eltern (1808 und 1809) weitgehend unabhängig.
„Jahrelang bin ich voll und ganz meine eigene Herrin gewesen, keiner irgendwie gearteten Beaufsichtigung unterworfen“, schrieb sie in einem Brief an Brontë nach seinem Heiratsantrag.
Sie heirateten am 29. Dezember 1812 in der Kirche von Guiseley nahe Leeds.
Anfang 1813 bezogen sie das Clough House in Hightown, eineinhalb Kilometer von der Pfarrkirche Brontës entfernt. Neben den Aufgaben des Vikariats widmeten sich beide einer schriftstellerischen Tätigkeit. Bereits vor der Hochzeit hatte Brontë Gedichte unter dem Titel Cottage Poems veröffentlicht. Seine zweite Gedichtsammlung, A rural Minstrel, erschien im September 1813.
Nach der Geburt ihrer beiden ältesten Töchter, Maria und Elisabeth, zog Brontë mit seiner Familie nach Thornton, wenige Kilometer von Bradford, wo er als Hilfsgeistlicher beschäftigt war.
Im Pfarrhaus von Thornton kamen zwischen 1816 und 1820 die später berühmten Geschwister Brontë zur Welt: Charlotte Brontë, Patrick Branwell, Emily Jane Brontë und Anne Brontë.

## Haworth
Kurz nach der Geburt ihres letzten Kindes wurde eine Pfarrstelle an der Kirche St. Michael and All Angels in Haworth frei. Brontë nutzte diese Gelegenheit, eine größere Gemeinde zu übernehmen, da ihm ein jährliches Einkommen von 170 Pfund zugesichert wurde und das Pfarrhaus in Haworth mehr Platz bot. Bald darauf erkrankte Maria Branwell, sie starb am 15. September 1821 im Alter von 38 Jahren an Gebärmutterkrebs. Um den Haushalt und die Erziehung der Kinder bewältigen zu können, beschäftigte Brontë stets mindestens eine Hausangestellte. Zudem wurde er von seiner Schwägerin, Elizabeth Branwell, unterstützt, die gemeinsam mit einer langjährigen Bediensteten, Tabitha Aykroyd, zu wichtigen Bezugspersonen der Geschwister Brontë wurde.

## Erziehung der Kinder
Brontë unterrichtete seine Kinder anfangs selbst. Dazu benutzte er oft Zeitungs- und Zeitschriftenartikel, die ihnen Themen der Geschichte, Kunst- und Literaturgeschichte, Geographie und Naturwissenschaften näher brachten. Dabei förderte er seine Töchter ebenso wie seinen einzigen Sohn und strebte eine umfassende Ausbildung an. Im Selbstunterricht gelang es ihm, Neugier und Phantasie der Kinder zu wecken, doch war er überzeugt, dass eine ordentliche Schulbildung unersetzbar sei. Daher besuchten seine vier ältesten Töchter zwischen 1823 und 1824 die Schule Crofton Hall und anschließend Cowan Bridge, eine Schule für Pfarrerstöchter.
Nach dem Tod der elfjährigen Maria im Februar 1825 und der zehnjährigen Elisabeth im Mai desselben Jahres übernahm Brontë die Ausbildung seiner Kinder wieder selbst. Zum Unterricht zählte die Lektüre zeitgenössischer Literatur ebenso wie das Übersetzen lateinischer und griechischer Klassiker und das Studium von Zeitungen und Zeitschriften einschließlich anschließender Debatten über aktuelle Ereignisse. Zusätzlich stellte er 1826 einen Musiklehrer und 1828 einen Zeichenlehrer an.
Während der nächsten vier Jahre schufen sich die Geschwister eine reiche Phantasiewelt. Winzige Bücher, Berichte und Papiere entstanden, in denen sie diese Welt schilderten.

## Die berühmten „Geschwister Brontë“
Für den Sohn schloss Brontë eine systematische Schulbildung grundsätzlich aus und gab sich auch hinsichtlich eines eventuellen Universitätsbesuchs Branwells skeptisch, da dieser dann „in den kommenden vier oder fünf Jahren in finanzieller Hinsicht nicht für sich selbst würde sorgen“ können. Die Erwartung, die Brontë an seinen Sohn richtete, war dennoch hoch: Er sollte eine künstlerische Laufbahn als Maler oder Schriftsteller einschlagen. Für seine Töchter hingegen sah er eine Anstellung als Gouvernante oder Hilfslehrerin vor. Branwell gelang es nicht, sich als Porträtmaler zu etablieren, und seine literarischen Versuche blieben unvollendet. Nachdem er auch in weiteren Berufen scheiterte, verfiel er zunehmend der Trunksucht. Er starb am 24. September 1848 im Alter von 31 Jahren.
Unterdessen veröffentlichten die Schwestern unter den Pseudonymen Currer (Charlotte), Ellis (Emily) und Acton (Anne) Bell ihre ersten Romane. Im Oktober 1847 erschienen Charlottes Jane Eyre, im Dezember desselben Jahres Emilys Sturmhöhe und Annes Agnes Grey und schließlich im Juni 1848 Annes Die Herrin von Wildfell Hall. Der Vater erfuhr erst vom literarischen Erfolg seiner Töchter, als immer öfter an Currer, Ellis und Acton Bell gerichtete Briefe im Pfarrhaus eintrafen. Im Januar 1848 erzählte Charlotte dem Vater von ihrem Buch Jane Eyre, nachdem sie gehört hatte, wie er dem örtlichen Postboten erklärte, dass niemand namens Currer Bell bei ihnen wohne.
Kurz nach Branwells Tod starben Emily am 19. Dezember 1848 in Haworth und Anne am 28. Mai 1849 in Scarborough. Charlotte veröffentlichte im Oktober 1849 den Roman Shirley und im Januar 1853 Villette. Weniger als ein Jahr nach ihrer Heirat mit dem Geistlichen Arthur Bell Nichols starb Charlotte am 31. März 1855.
Patrick Brontë starb am 7. Juni 1861 im Alter von 84 Jahren. Die Gemeinde Haworth gedachte ihres langjährigen Pastors mit einem Trauerzug durch den Ort.

## Gesellschaftliches und schriftstellerisches Wirken Patrick Brontës
Brontës Gedichtsammlungen Cottage Poems und A Rural Minstrel handeln vom Alltag der Menschen und von der Natur. Seine Erzählung The Cottage in the Wood wurde im Jahr 1815 im Evangelican Magazine veröffentlicht. Im Jahr 1818 erschien seine Novelle The Man of Killarney.
In späteren Jahren schrieb Brontë in seinem unermüdlichen Einsatz für die Verbesserung des Lebens der Armen zahlreiche Briefe an Zeitungen und Magistrate. Insbesondere die Armengesetze von 1834, aber auch die Todesstrafe und die Sklaverei kritisierte er.
Brontë war mehr als 40 Jahre Pfarrer der Kirche St. Michael and All Angels in Haworth und trug in hohem Maße dazu bei, dass das Pfarrhaus nicht nur der geistliche, sondern auch ein gesellschaftlicher Mittelpunkt des Dorfes war. In seiner 1834 gegründeten Sonntagsschule unterrichteten Branwell, Charlotte und Anne die Kinder der Gemeindemitglieder.
Nach dem Tod Charlottes beauftragte er die Schriftstellerin Elizabeth Gaskell mit dem Verfassen einer Biografie Charlottes, die 1857 erschien. Außerdem sorgte er sich gemeinsam mit seinem Schwiegersohn um den Nachlass seiner Kinder. Charlottes Roman Der Professor wurde zwei Jahre nach ihrem Tod 1857 publiziert.